# Enrique Louzado Moriano
Enrique Louzado Moriano (Villanueva de Sierra, 24 de abril de 1933 - 2015) es un investigador y uno de los poetas de referencia en la literatura en castellano y extremeño del siglo XX.
Fue profesor auxiliar de letras y estudió en los seminarios de Coria y Cáceres. En este último fue ordenado sacerdote en 1958, pero se acabó secularizando y empezó a trabajar como maestro en un colegio privado de Plasencia. Además de su tarea como docente, escribió en numerosas revistas, como Valbón, Alconétar o Alcántara y también en el periódico Extremadura.
Participó en el I Congreso sobre el extremeño, y fue uno de los fundadores de la Asociación Cultural "Estudio y Divulgación del Patrimonio Lingüístico Extremeño" (APLEX).
Ganó la Cereza de Oro de Valle del Jerte en la II Fiesta del Cerezo en Flor. Ganó el primer premio en el concurso poético Ruta de la Plata en la tercera y novena ediciones con Llanto y Otra vez vida respectivamente, y el accésit en la quinta edición con Capullino sonrosado.
Publicó Señales de los pasos y Tú espiga crecida. Sus obras principales fueron publicadas en varias antologías como en la Primera Antología de Poesía Extremeña, Cantores de la Virgen de la Montaña o Antología (de la poesía española de los años 1960 y 1970).